# Praia do Forte (Cabo Frio)
Vista da Praia com o Forte de S. Mateus ao fundo
A praia do Forte localiza-se na cidade de Cabo Frio, no estado brasileiro do Rio de Janeiro.
Constitui-se na principal praia da cidade de Cabo Frio, com 7,5 quilômetros de extensão. Nela se localiza o Forte de São Mateus do Cabo Frio, erguido no século XVII. A conhecida Praia do Forte não abrange somente o bairro de nome homônimo, como também os bairros vizinhos de Balneário das Dunas, Algodoal e Braga.
O desenvolvimento da região deu-se principalmente no século XX nas décadas de 70, 80 e 90, com a consolidação da cidade de Cabo Frio como destino de veraneio. De acordo com o censo 2010, a maior parte dos proprietários de imóveis do bairro e das imediações origina-se do estado de Minas Gerais.
É nessa praia que é realizada a maior festa de réveillon da Região dos Lagos, segundo a secretaria de Turismo de Cabo Frio, no réveillon de 2017 para 2018 foram 500 mil pessoas as areias da Praia do Forte.
As águas da Praia se alternam, com pedaços mais calmos e propícios a um mergulho e outros mais turbulentos onde os surfistas se aglomeram para pegar boas ondas.
No canto esquerdo da Praia do Forte as águas são mais calmas e quentes, porém a aglomeração dos visitantes é maior. A medida que você caminha para o canto direito, em direção a Praia das Dunas e Praia do Foguete, a quantidade de turistas diminui consideravelmente.
O ponto com maior quantidade de visitantes é em frente ao famoso Hotel Malibu. Não deixe de provar um sorvete self-service no Play Gui que contém dezenas de complementos e sabores.